# Metachrostis mendacula
Metachrostis mendacula är en fjärilsart som beskrevs av Freyer 1841. Metachrostis mendacula ingår i släktet Metachrostis och familjen nattflyn. Inga underarter finns listade i Catalogue of Life.